# Вайсенборн-Людероде
Вайсенборн-Людероде (нем. Weißenborn-Lüderode) — община в Германии, в земле Тюрингия. 
Входит в состав района Айхсфельд. Подчиняется управлению Айксфельд-Зюдхарц.  Население составляет 1470 человек (на 31 декабря 2006 года). Занимает площадь 26,20 км².